# Башкирское областное бюро
Башкирское областное бюро было образовано 10 мая 1917 года в Москве башкирской делегацией 1-го Всероссийского мусульманского съезда для руководства Башкирским национальным движением. 

## История
26 июня 1917 года переименовано в Бюро союза башкирского народа. С середины мая 1917 года штаб-квартира находилась в Оренбурге. В июле провело выборы делегатов 1-го Всебашкирского курултая. Завершило деятельность 20 июля с избранием Башкирского центрального шуро.

## Состав
Члены Башкирского областного бюро:
- Валидов, Ахмет-Заки
- Мрясов, Сагит Губайдуллович

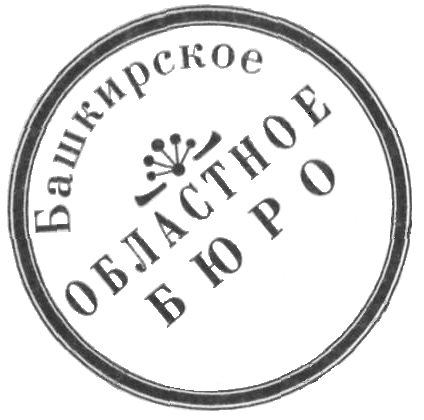
Печать Башкирского областного бюро

- Ягафаров, Аллабирде Нурмухаметович

Члены Бюро союза башкирского народа:
- Бикбов, Ю. С.
- Бикбов, Юнус Юлбарисович
- Валидов, Ахмет-Заки
- Давлетшин, Абдулла Сибагатуллович
- Х. Игликов
- Идельбаев, Габдулла Сафаргалиевич
- Куватов, Усман Мухаметгалимович
- Куватов, Гумер Галимович
- Мрясов, Сагит Губайдуллович
- Г. Мутин
- Ягафаров, Аллабирде Нурмухаметович

## Прочее
- Печатный орган назывался «Башҡорт иттифаҡи бюроһының мөхбире», что в переводе с башкирского означает «Известия Башкирского областного бюро».